# ウーブン・バイ・トヨタ
ウーブン・バイ・トヨタ株式会社（英: Woven by Toyota, Inc.、略称: WbyT）は、2018年（平成30年）3月に設立されたトヨタ・リサーチ・インスティテュート・アドバンスト・デベロップメント株式会社（英: Toyota Research Institute - Advanced Development, Inc.、略称: TRI-AD）を前身として、2021年（令和4年）1月に設立された。研究や先行開発領域においてトヨタ自動車（トヨタグループ）内の連携を強化し、開発の加速化を行う。トヨタ自動車の完全子会社。

## 概要
「Mobility to Love, Safety to Live」をビジョンとして、自動運転に関連する新しい技術と先進的で安全なシステムを世界中の人々に届けることをミッションとして掲げ、既存の枠を超えた大胆な変革と新たな価値提供を加速化することを目指す。また、Woven Cityにおいて、スマートシティのデザインやコネクテッドモビリティ、ロボティクスの技術をトヨタやパートナーと実証していく。
2023年9月までは、自動運転技術の開発や実装、市場導入・普及を担当するWoven Core、先進的で安全なシステムの開発やWoven Cityなど新領域における事業拡大機会の探索、革新的なプロジェクトの立ち上げと推進を行うWoven Alpha、革新的なテクノロジーやビジネスモデルを開発する成長段階の企業に投資するWoven Capitalのグループ全体に対する戦略的な意思決定やシェアドサービスの提供、新事業の開発を担う。
ソフトウェアファーストを基にしたアジャイルな開発、グローバル採用、社内公用語を英語にする等、仕事の進め方や社内ルールを新たに構築し、従来のトヨタグループ各社とは異なる次世代の開発スタイルを取っており、トヨタの新しい働き方のモデルケースとなることを目指している。東京都中央区日本橋を拠点とし、2019年にフル稼働を開始したオフィスは第33回日経ニューオフィス賞にてクリエイティブ・オフィス賞を受賞した。
2023年10月より、トヨタグループのソフトウェア開発は、トヨタ自動車、ウーブン・バイ・トヨタ、デンソーの3社で行う。トヨタ自動車にはデジタルソフト開発センターを新設する。この3社は以下の領域を担当する。
- トヨタ自動車 - 自動車のユーザーインタラクションの企画や全体設計
- ウーブン・バイ・トヨタ - 社会システム企画やソフトウェアの開発基盤、アプリケーション開発
- デンソー - ソフトウェアプラットフォームやアプリケーションの実装

## 沿革
- 2018年3月、トヨタ・リサーチ・インスティテュート・アドバンスト・デベロップメント株式会社を設立。代表取締役CEOにはジェームス・ジョセフ・カフナー・ジュニアが就任[7]。トヨタ自動車の取締役・執行役員とトヨタ自動車先進技術開発カンパニーのChief Digital Officerであり、トヨタ・リサーチ・インスティテュート（Toyota Research Institute、略称: TRI）のエグゼクティブアドバイザーも務める[7]。
- 2021年1月、ウーブン・プラネット・ホールディングス株式会社を設立。持株会社であるWoven Planet Holdingsの下に、事業会社であるウーブン・コア株式会社（Woven Core, Inc.、略称: Woven Core）とウーブン・アルファ株式会社（Woven Alpha, Inc.、略称: Woven Alpha）、投資ファンドであるウーブン・キャピタル（Woven Capital, L.P.、略称: Woven Capital）がある[4]。これら4つの組織をまとめてWoven Planet Groupと呼ぶ。
- 2023年
  - 2023年3月期が60億円の債務超過となる[8]。
  - 4月1日、ウーブン・プラネット・ホールディングス株式会社からウーブン・バイ・トヨタ株式会社に社名を変更[9][10]。
  - 10月1日、デンソーの子会社の株式会社JQuAD DYNAMICSの代表取締役社長の隈部肇が、JQuAD DYNAMICSを辞任し、ウーブン・バイ・トヨタのCEOに就任。前CEOのジェームス・カフナーは退社し、トヨタ自動車のデジタルソフト開発センターのシニアフェローに就任[11][12][6]。
  - 10月、豊田章男が50億円出資し所有していた5%分の株式を、トヨタ自動車が51億円で取得し完全子会社にした[13][14]。
- 2024年
  - 2024年3月期が258億円の債務超過となる。2年連続の債務超過[15]。